# Пенна-Сант-Андреа
Пенна-Сант-Андреа (італ. Penna Sant'Andrea) — муніципалітет в Італії, у регіоні Абруццо,  провінція Терамо.
Пенна-Сант-Андреа розташована на відстані близько 135 км на північний схід від Рима, 45 км на північний схід від Л'Аквіли, 9 км на південний схід від Терамо.
Населення — 1734 особи (2014).

## Демографія
Населення за роками:

Станом на 1 січня 2023 року в муніципалітеті офіційно проживало 90 іноземців з 21 країни, серед них 26 громадян країн Євросоюзу та 2 громадяни України.

## Сусідні муніципалітети
- Башано
- Кастель-Кастанья
- Черміньяно
- Терамо